# Meda Chesney-Lind
Meda Chesney-Lind (* 22. Januar 1947) ist eine US-amerikanische Soziologin und Kriminologin. Sie ist emeritierte Professorin an der University of Hawaiʻi at Mānoa (UH Manoa) und amtierte 2019 als Präsidentin der American Society of Criminology (ASC).
Chesney-Lind ist eine Vertreterin der feministischen Kriminologie. Sie studierte Soziologie und machte ihren Bachelor-Abschluss am Whitman College in Walla Walla (Washington), das Master-Examen und die Promotion zur Ph.D. an der UH Manoa.

## Schriften (Auswahl)
- Mit Randall G. Shelden: Girls, delinquency, and juvenile justice. 5. Auflage, John Wiley & Sons, Chichester (West Sussex, UK) 2014, ISBN 978-1-11845-406-0.
- Herausgegeben mit Merry Morash: Feminist theories of crime. Ashgate, Fanham/Burlington 2011, ISBN 978-0-75462-971-9.
- Mit Lisa Pasko: The female offender. Girls, women, and crime. 2, Auflage, Sage Publications, Thousand Oaks 2004, ISBN 0761929789.
- Herausgegeben mit John M. Hagedorn: Female gangs in America. Essays on girls, gangs and gender. Lake View Press, Chicago 1999, ISBN 0941702480.